# Los Caños, Zacatecas
Los Caños är en ort i Mexiko.   Den ligger i kommunen Villanueva och delstaten Zacatecas, i den centrala delen av landet, 500 km nordväst om huvudstaden Mexico City. Los Caños ligger 2 044 meter över havet och antalet invånare är 116.
Terrängen runt Los Caños är kuperad åt nordost, men åt sydväst är den platt. Runt Los Caños är det glesbefolkat, med 12 invånare per kvadratkilometer. Närmaste större samhälle är Villanueva, 16,4 km öster om Los Caños. Trakten runt Los Caños består i huvudsak av gräsmarker.